# ميرجيم بيريشا
ميرجيم بيريشا (مواليد 11 مايو 1998) هو لاعب كرة قدم ألماني يلعب كمهاجم في نادي ريد بول سالزبورغ.

## روابط خارجية
- ميرجيم بيريشا على موقع قاعدة بيانات كرة القدم.إي يو (الإنجليزية)
- ميرجيم بيريشا على موقع Soccerbase.com (لاعب) (الإنجليزية)
- ميرجيم بيريشا على موقع Soccerway.com (الإنجليزية)
- ميرجيم بيريشا على موقع عالم كرة القدم.نت (الإنجليزية)